# La puzza della città
La puzza della città è un singolo del gruppo musicale italiano Ex-Otago, pubblicato l'11 gennaio 2024 come terzo estratto dal settimo album in studio Auguri.

## Video musicale
Il videoclip, diretto da Brendon Lainez e girato a Genova, è stato pubblicato il 24 gennaio 2024 sul canale YouTube del gruppo.

## Tracce
Testi di Maurizio Carucci, musiche di Maurizio Carucci, Rachid Bouchabla, Olmo Martellacci, Simone Bertuccin, Giordano Colombo e Francesco Bacci.
1. La puzza della città – 3:09